# Ozhiski Lake
Ozhiski Lake är en sjö i Kanada.   Den ligger i Kenora District och provinsen Ontario, i den sydöstra delen av landet, 1 200 km nordväst om huvudstaden Ottawa. Ozhiski Lake ligger 271 meter över havet. Arean är 84 kvadratkilometer. Den sträcker sig 17,0 kilometer i nord-sydlig riktning, och 31,1 kilometer i öst-västlig riktning.
I omgivningarna runt Ozhiski Lake växer i huvudsak barrskog. Trakten runt Ozhiski Lake är nära nog obefolkad, med mindre än två invånare per kvadratkilometer.